# Cal Monjo (Arbúcies)
Cal Monjo és una masia d'Arbúcies (Selva) inclosa a l'Inventari del Patrimoni Arquitectònic de Catalunya.

## Descripció
Es tracta d'un edifici de planta rectangular, formada per dos cossos, un de més elevat, a la part esquerra que es troba en procés de restauració. Aquest cos corresponia a la pallissa, per això hi ha dues grans obertures des d'on es pot veure la part nova dels forjats i la teulada, reconstruïda recentment. La cornisa de tot l'edifici és també de nova construcció, així com el teulat que ha estat arreglat.
La porta principal però, aprofitant el desnivell del terreny, queda més avall, és amb llinda monolítica i hi ha la inscripció de 1799, per damunt, el número 25. També es conserven les restes d'un rellotge de sol, molt malmès pel pas del temps. La resta d'obertures són de diferents mides i envoltades amb pedra escairada, tret de la façana lateral on algunes obertures presenten la llinda de fusta.
L'estructura possiblement ha canviat de l'original. A l'extrem dret de la façana, una mena de terrassa quadrangular, s'adossa a la part frontal, i és de construcció moderna, ja que el material que s'utilitza és el ciment.
Al davant de l'edifici hi ha altres dependències, antigament destinades al bestiar. Aquestes es troben en estat d'abandonament.

## Història
Cal Monjo es troba en la confluència dels dos camins més antics d'aquesta zona: l'antic camí ramader d'Arbúcies a coll de Ravell que seguia el curs de la riera, i el vell camí d'Arbúcies a Sant Marçal que entrava al Montseny per la pista del Regàs.
Es documenta per primera vegada en el llistat de les cases de pagès elaborat pel rector l'any 1826. En el padró de 1883 hi consten dues famílies, la dels amos amb 8 persones inscrites i la dels masovers amb 3, en l'any 1940 hi consta una família de 4 membres. Juli Serra també el cita en el seu mapa de 1890.
En l'amillarament de 1935 Pere Serrat Orriols declara diverses peces de terra amb el nom de cal Monjo, una limita a orient amb l'heretat pròpia de Josep Villaret Albanell, part amb terrenys de Salvador Verdaguer i amb el mas Silvestre, a migdia amb terres del mas Vidal i a nord amb terrenys del mas Marcús i a ponent amb la finca i porció anomenada La Nou i part amb Salvador Reig, mitjançant Riera. La segona peça de terra amb el no de can Monjo limita a orient amb terres de Jaume Caupena i part amb Salvador Eras, a migdia amb honors de Salvador Verdaguer, terres del mas Vidal i hereus de Salvador Reig, a ponent amb el propietari d'aquesta finca i a nord amb terrenys dels hereus de Salvador Reig.